# Rok bez léta
Rok 1816 n. l. je známý jako rok bez léta kvůli vážným klimatickým abnormalitám, které způsobily pokles průměrné globální teploty o 0,4–0,7 °C.[zdroj?] Letní teploty v Evropě byly nejchladnější ze všech zaznamenaných mezi lety 1766 a 2000,[zdroj?] což mělo za následek neúrodu a velký nedostatek potravin na celé severní polokouli.
Příčiny se někdy přisuzují sopce Tambora, která proslula díky erupcím v dubnu roku 1815, kterými mohla klimaticky ovlivnit celou Zemi. Nálezy sedimentů to ale nepotvrzují. V Praze byla léta například v letech 1786, 1821 či 1844 chladnější než roku 1816, ale nereferují se jako bez léta.

## Sopka Tambora
Sopka Tambora leží na severním pobřeží ostrova Sumbawe v dnešní Indonésii. Samotná Indonésie se nachází na hranici mezi třemi litosférickými deskami – Pacifické, Eurasijské a Australské. To zapříčinilo vznik mnoha sopek v této oblasti, přičemž přibližně 150 je jich stále aktivních.
Sopka Tambora průměr asi 6 km a její vrchol dosahuje do výšky 2 851 m n. m., přičemž před erupcí v roce 1851 dosahovala do výšky zhruba 4 300 m n. m. Sopka zůstává nadále činnou a její menší erupce proběhly například v roce 1880 nebo 1967.
Život se k jejímu úpatí vrátil nedlouho po výbuchu. Předpokládá se[kdo?], že by už nemělo dojít k následkům tohoto měřítka, neboť sopky s nebezpečím erupce jsou kontrolovány a při známkách erupce většího rozměru by obyvatelstvo mělo být evakuováno včas. Nicméně v současnosti stále není možné zcela výbuchům zabránit.

## Erupce 5. až 15. dubna 1815
5. dubna byly mezi čtvrtou a šestou hodinou večer na východě Javy slyšet silné výbuchy, které pokračovaly přes noc do dalšího rána. Lidé se obávali, že jsou to děla ohlašující francouzské invaze a že přicházel Napoleonův návrat.
Následující dny byly slyšet výbuchy připomínající vzdálenou bouři, avšak v průběhu těchto dnů bylo díky prachu v atmosféře jasnější, co je zdrojem. O 10. dubnu se zmiňuje místní sultán Sanggae: „Ze sopky šlehaly plameny a na zem padaly kameny velikostně mezi oříškem a dvěma pěstmi. Vír zbořil téměř všechny domy ve vesnici a vyvracel stromy. Přišlo také tsunami, které zničilo rýžová pole a vše co mu stálo v cestě.“ Výbuchy byly 11. dubna tak silné, že mohly být slyšet až tisíce kilometrů daleko, okna se třásla, vzduch zaplnila silná mlha a slunce nebylo skoro vidět. Prach začal 12. dubna padat intenzivněji, byl jemný, šedo-hnědý a voněl jako hlína. Celý den byla tma a práce venku byla nemožná. Teplota ve dne klesla na 24 °C. Vulkán zůstal aktivní několik týdnů a po několik měsíců zůstalo zataženo.
Pro ostrov Sumbawa byl výbuch katastrofální. Kolem sopky napadlo 120 cm prachu a 500 000 kilometrů čtverečních bylo pokryto alespoň jedním centimetrem prachu. Většina populace (odhadovaných 10 000 osob) byla zabita výbuchem, cyklónem nebo tsunami. Většina přeživších, včetně Sanggara uprchli na východní část ostrova.
Kolem 95 % úrody rýže, která byla hlavním zdrojem potravy místních obyvatel, bylo zničeno a voda byla znečištěna. Následkem byl hladomor a horečky, čemuž podlehla zbylá většina obyvatelstva. Rodiče prodávali svoje děti do otroctví a otevírali hroby, aby našli něco, co by mohli prodat. Zemřelo dalších přibližně 38 000 lidí. Sklizeň na ostrově nebyla možná dalších pět let a na západní části ostrova ještě déle.
Erupce dohromady vyprodukovala 175 kilometrů krychlových sopečného materiálu. Odborníci však měří velikost výbuchu podle magma, které sopka vyvrhne na povrch,  které bylo o okolo 50 krychlových kilometrů, což odpovídá velikosti výbuchu Mazamy (Kráterové jezero v Oregonu) před 7 700 lety.

## Situace v Evropě
V Evropě se krize spojená s hladomorem projevovala postupně. Země byly po napoleonských válkách otřeseny, ekonomická krize se projevila vojenskou demobilizací doprovázející pokles výroby a vývozu. Do toho se přidává erupce sopky, přicházejí silné deště během jarních měsíců, na které navázalo sněžení v červnu a červenci, což způsobilo rozsáhlou neúrodu. Výnosy pšenice v Anglii, Irsku a Francii byly nejméně o 75 % nižší než nedávná norma.
Kvůli navýšení cen a nedostatku zemědělských plodin, se také zrychlila migrace z Nové Anglie, která pomohla k rozšíření pandemie tyfu.

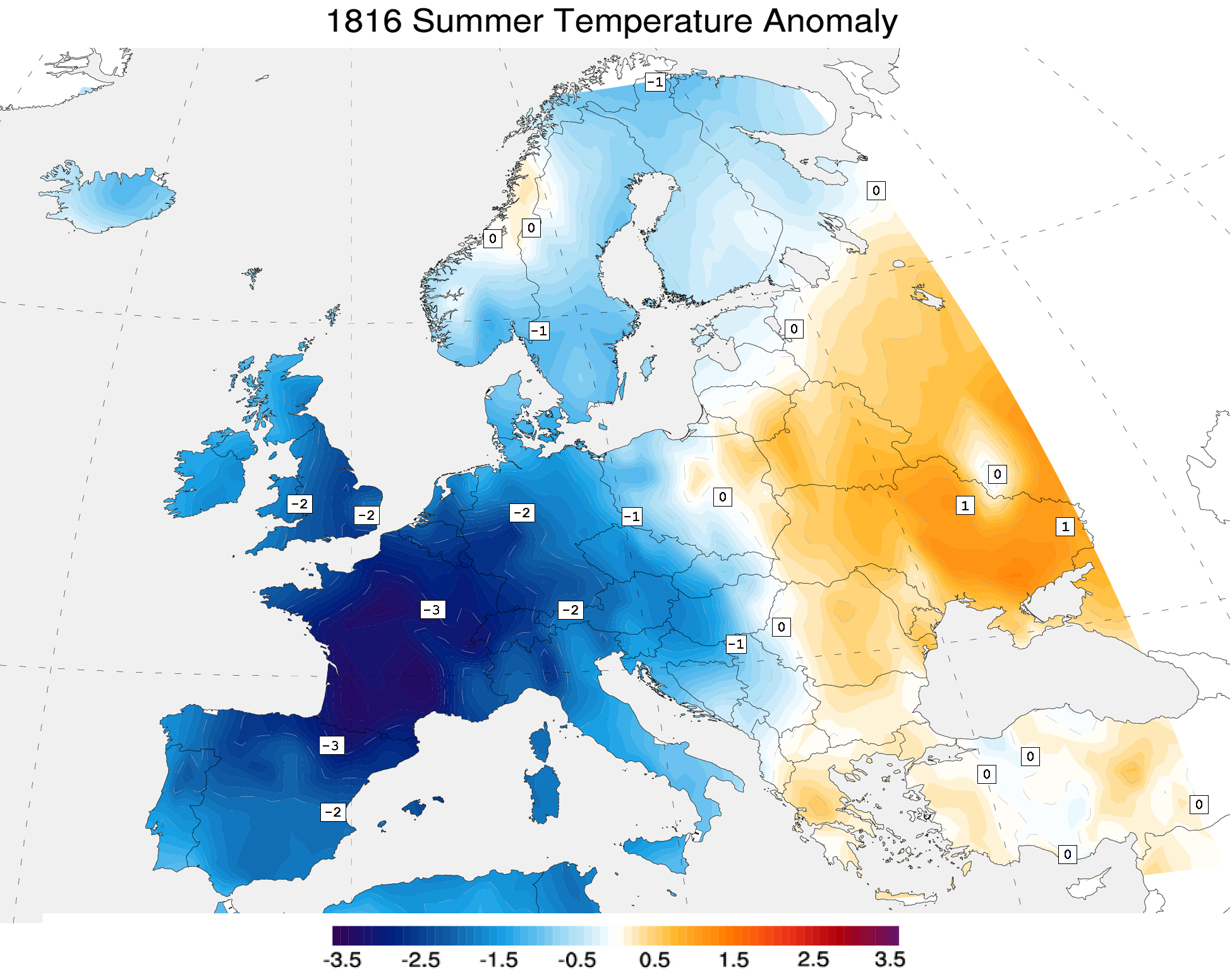

Globální ochlazení se odhaduje na přibližně 0,5 °C. Ve střední Evropě byly změny výraznější, což mělo devastující sociální i ekonomické následky. Zima 1815/1816 byla jednou z nejchladnějších zaznamenaných zim. Sníh padal až do května, potom přišly vytrvalé deště, kroupy a bouřky. Výzkum v Ženevě ukázal, že poslední minusová teplota roku 1816 byla 16. dubna, odpovídala však normálu. Nejvyšší teplota 26,9 °C byla naměřena 14. srpna.
Nejhůře postiženou oblastí bylo jižní Německo, kde se ceny potravin během 12 měsíců zvýšily čtyřnásobně. Taková rychlá a extrémní nestabilita cen základních potravin vyústila ve spotřební krizi, která se projevila od Skotska po Sicílii. Psalo se o hladovějících lidech na švýcarsko-německé hranici, kteří pekli „chléb“ ze slámy a pilin, někteří Bavoři jedli své vlastní koně a hlídací psy a v Maďarsku a částech severního Švýcarska místní lidé jedli hnijící obiloviny a maso z mršin.
V Irsku došlo k osmi týdennímu nepřetržitému dešti. Prezident John Quincy Adams, který v roce 1816 byl americkým velvyslancem ve Velké Británii, si stěžoval na mrazivé deště a bouřky, které mu bránily opustit dům.
Švýcarský profesor teologie Peter Scheitlin uvádí, že v roce 1771 lidé vydělávali dost a ceny byly vysoké. V roce 1817 nevydělali skoro nic a inflace byla strašná. V roce 1819 stále nevydělali skoro nic, ale věci se staly dostupnějšími.

## Situace v USA
Na jaře a v létě roku 1815 byla na severovýchodě Spojených států pozorovaná „suchá mlha“, která zčervenala a zakryla Slunce tak, že sluneční skvrny byly vidět pouhým okem. „Mlhu“ nemohl rozptýlit ani vítr ani déšť, protože byla ve velké výšce až nad mraky, ve stratosféře, tj. výše než 11 km nad povrchem země.
Léto roku 1816 bylo v Americe vnímáno jako velmi studené. Největší dopad byl na plodech v procesu dozrávání, které umrzly, a zapříčinilo to malou sklizeň. Následující rok trpěli lidé na nedostatek potravin. Např. 13. září noviny ve Virginii informovaly, že úroda kukuřice bude o polovinu až dvě třetiny menší.  Situaci způsobenou neúrodou zhoršila ještě k tomu nedostatečná dopravní síť s malým počtem silnic, splavných vnitrozemských vodních cest a absence železničního spojení.
V červnu zavalil těžký sníh zemi v městech Albany, New York, Dennysville a  Maine, zatímco mráz přetrvával pět po sobě jdoucích nocí v Cape May v New Jersey. Neúprosné chladné počasí se protáhlo až do pozdního léta, tedy do období, které by za normálních okolností bývalo obdobím sklizně. Řeky v Pensylvánii byly zamrzlé ještě v červenci.
Ceny potravin rostly, což vyvolalo migraci do centrální a západní části, kde nebylo zemědělství tolik ovlivněno. V roce 1819 nastala první velká hospodářská krize, protože v Evropě se zemědělství stabilizovalo a snížila se evropská závislost na americkém vývozu obilí.
Rovněž v Kanadě nastala extrémní zima. Od 3. do 10. června napadlo poblíž Quebecu 30 cm sněhu.

## Situace v Asii
V Asii se vlivem obrovského oblaku síranových plynů z erupce zpomalil vývoj indického monzunu, který závisí na asymetrickém zahřívání země a moře. Tyto monzuny mění část Indie z jakési polopouště v zeleň. Pro zemědělce a plodiny jsou nezbytné srážky, které přicházejí pod vlivem monzunů. Sucho způsobené tímto narušením zdevastovalo výnosy plodin na celém indickém subkontinentu a zapříčinilo vznik nového a smrtícího kmene cholery.
Na jihozápadě Číny trpěla provincie Jün-nan chladným sopečným počasím, ztrácející úrodu, např. rýži kvůli silným větrům a přívalovým dešťům. Situace byla tak extrémní, že se obyvatelé rozhodli k pojídání hlíny. Po hladomoru začali místní pěstovat mák místo více spolehlivých plodin, čímž se provincie stala hlavním světovým producentem opia, jenž se právě z máku vyrábí.
V Indonésii sopečný popel spálil a pokryl silnou vrstvou plodiny, což vedlo ihned k nedostatku potravin. Výrony plynů, zejména chlorovodíku, způsobily, že dešťové srážky byly extrémně kyselé, v podstatě šlo o slabou kyselinu. Ta zlikvidovala nadzemní části rostlin, z nichž jen některé dokázaly znovu vyrašit až další rok.
V Rusku se v letech 1815 – 1817 vyskytla za sebou tři teplá a suchá léta, což zapříčinilo neúrodu.

## Vliv na kulturu
Výbuch sopky Tambory velmi významně ovlivnil mezi lety 1816–1818 kulturu v Evropě. Lze si všimnout dobového uměleckého pohledu na následky.
V básni George Byrona nazvané Darkness (Temnota) autor vypráví nejen o temnotě, která obklopila zemi, ale také o hrůzách hladomoru a smrti. Také je zajímavá zmínka o sopce, povodních, ale také zoufalství poškozených.
V tomto období také vzniklo významné dílo britské autorky Mary Shelley, hororový román Frankenstein, ve kterém si taktéž lze povšimnout temných a hrůzostrašných motivů. Autorka pravděpodobně napsala během svého pobytu ve švýcarské Ženevě, kam se toho roku uchýlila.
Z výtvarného umění je třeba zmínit obraz britského malíře Johna Constable, Weymouth Bay with Approaching Storm. Obrazy Caspara Davida Friedricha, Zwei Männer am Meer (1817) a Frau vor untergehender Sonne (1818) byly namalovány v pozdějších letech po výbuchu sopky, avšak je zde zcela patrná inspirace počasím v letech 1815–1816.
V roce 1817 též vznikl obraz Einzug der Erntewagen in Ravensburg od Gottloba Johanna Edingera, který má znázorňovat vjezd sklizňových vozů do Ravensburgu po období hladomoru.

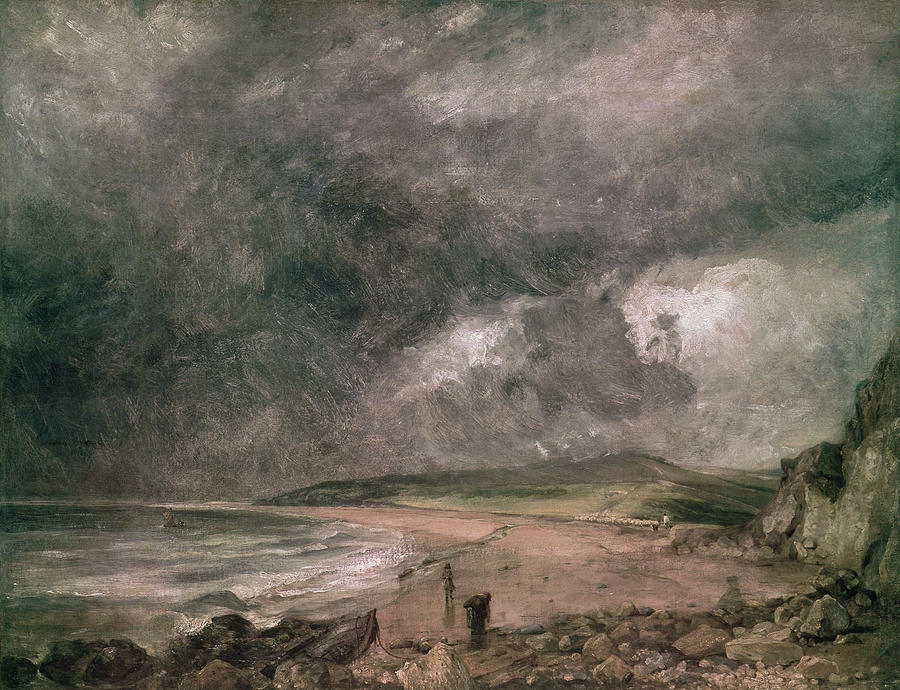
Weymouth Bay with Approaching Storm (John Constable, 1818)

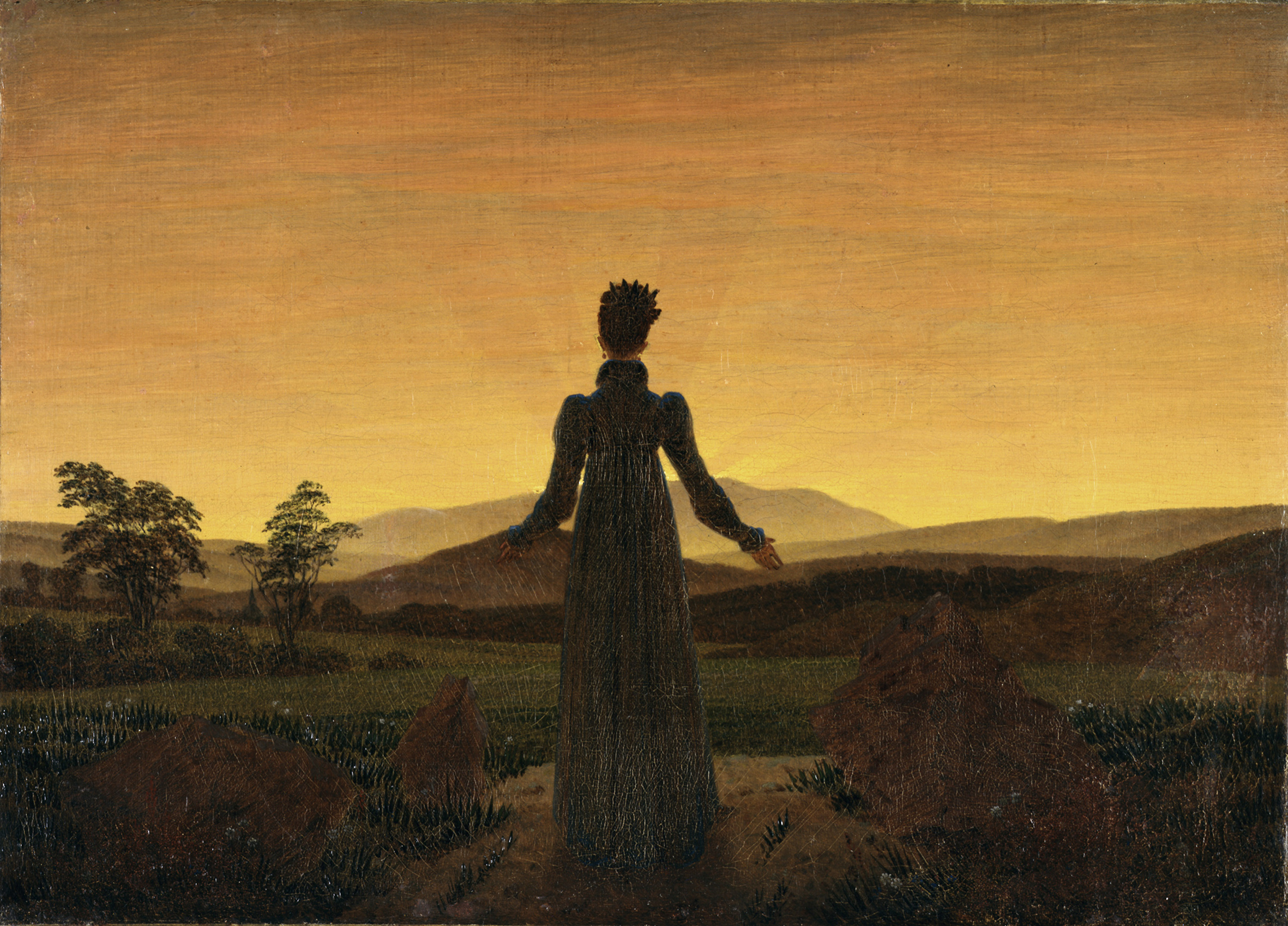
Frau vor untergehender Sonne (Caspar David Friedrich, 1818)

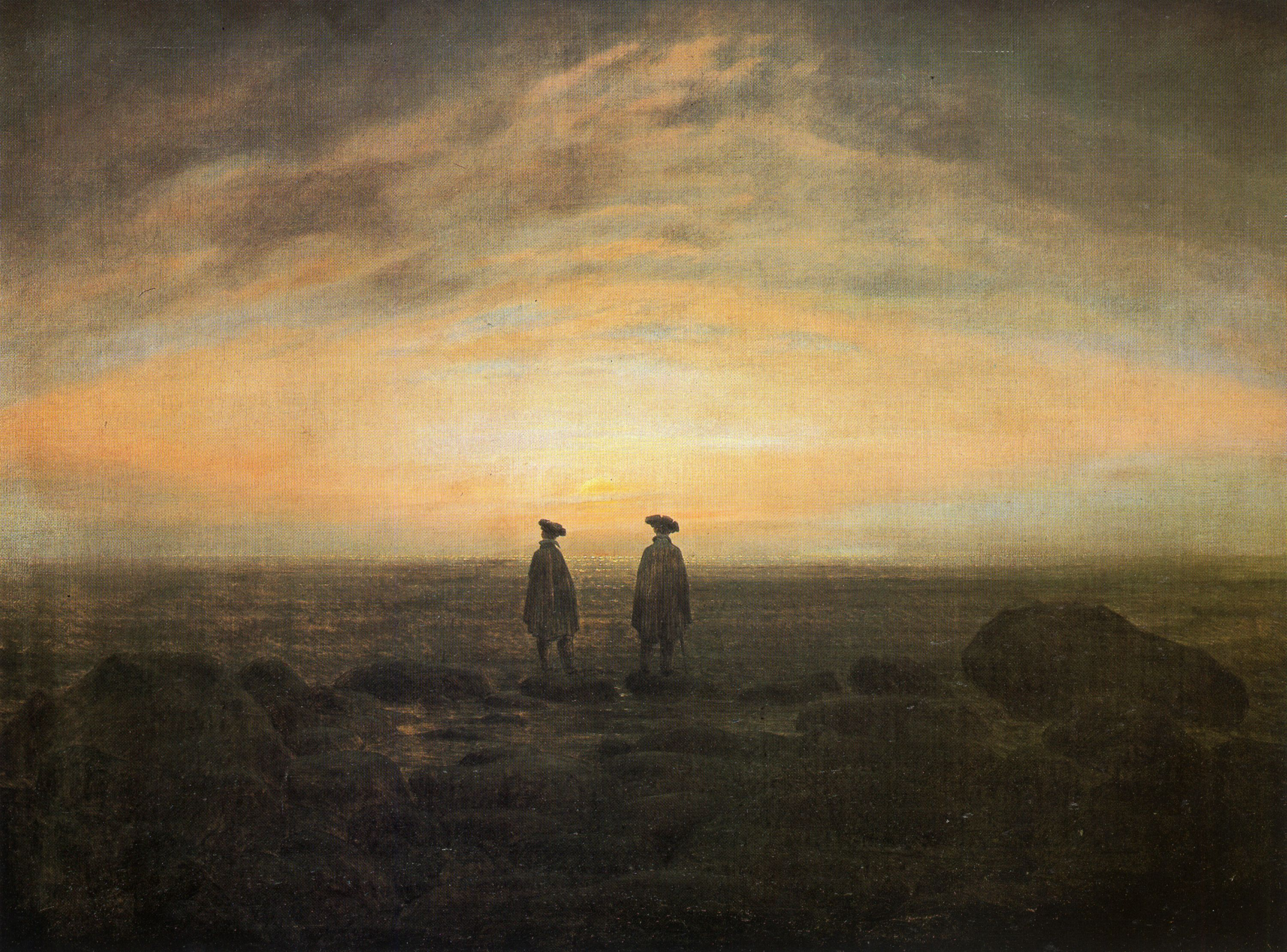
Zwei Männer am Meer (Caspar David Friedrich, 1817)

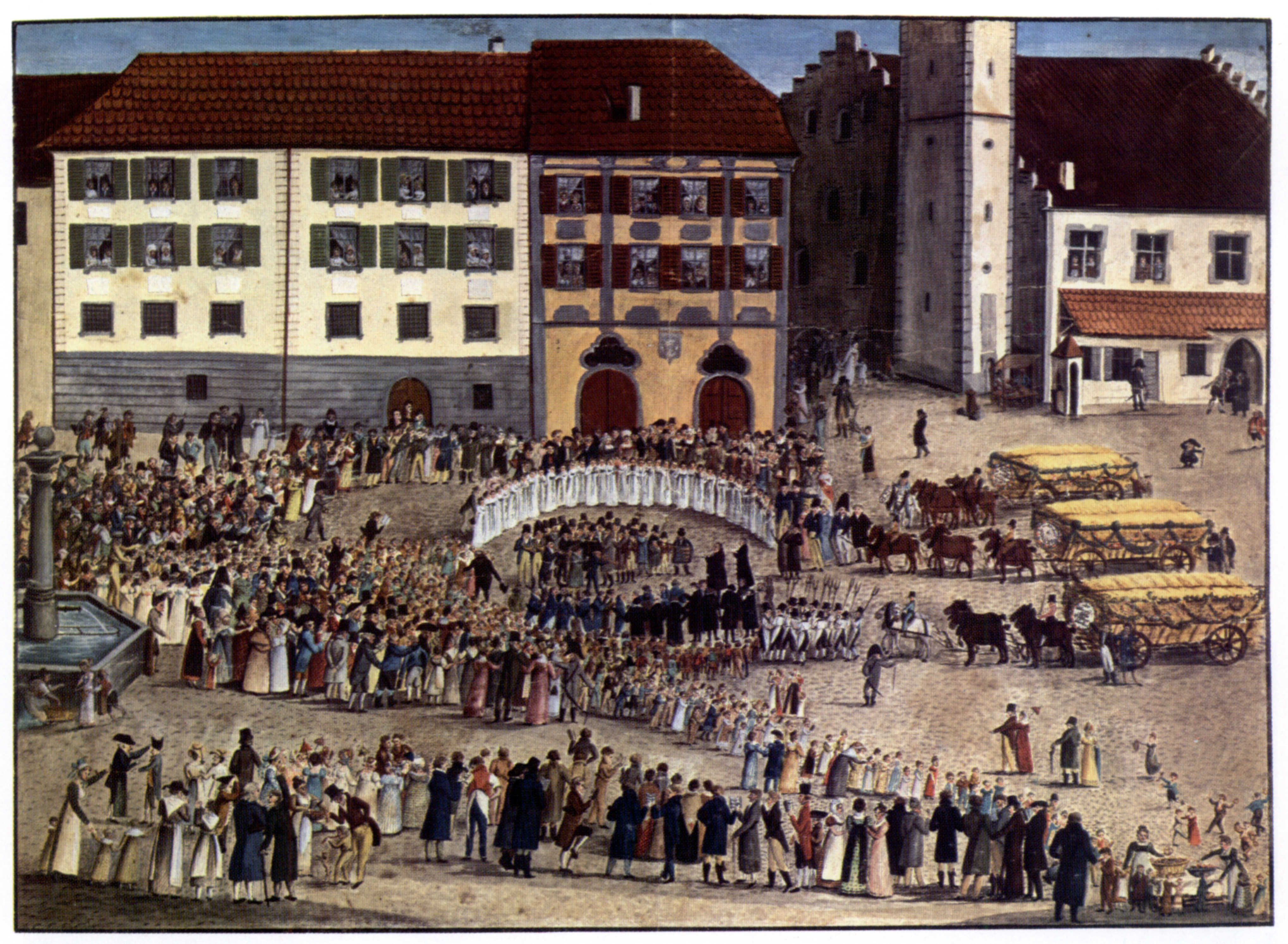
Einzug der Erntewagen in Ravensburg (Gottlob Johann Edinger, 1817)

Situaci v Českých zemích popisuje známý písmák, milčický rychtář František Jan Vavák. Tyto verše napsal v roce 1816 několik měsíců před svou smrtí. Naráží zde na fakt, že léto bylo chladnější a že všechno bylo dražší v důskedku inflace zboží. Modlí se k Bohu aby jim léto navrátil a aby zafixoval ceny zboží. Básnička se dá použít i jako modlitba.
Pane Bože všeho světa,
račiž už nám dáti léta
po vojně zas pokojnější
též tu minci stálejší.
od osmistého již roku
máme v minci tolik skoků,
brzy malé, brzy větší,
nám však nepotěšenější.
…….

Koukej na to, brachu, sice,
jaká je zas kontribuce:
Já jsem platil 45,
nyní platím 300 a pět.
Podle toho si pomysli
a předlož všecké v tý svý mysli,
co tu koštujou sedláka
řemeslníci a čeládka.
Bože rač se smilovati,
svou milostí pomáhati,
časy stálejší nám dáti!

Dopady katastrofy nebyly jen negativní. Zkušenost prožitá v dětství během roku bez léta ovlivnila německého chemika Liebiga. Liebig se zaměřil na výživu rostlin. Jako první propagoval myšlenku, že rostliny odnímají z půdy velké množství živin, které je potřeba dodávat, aby byla zajištěna další sklizeň. Do té doby panoval názor, že jediným zdrojem živin pro rostliny jsou organická hnojiva.
Paradoxně velkou roli hrál nedostatek potravin a související hlad i při vynalezení jízdího kola. Nejčastěji používaným prostředkem pro překonávání vzdáleností byli koně a během hladu i neúrody došlo k jejich dramatickému úbytku. Karl Drais si proto pohrával s myšlenkou nahrazení koní nějakým jiným prostředkem. Parní stroje již existovaly ale jejich provoz byl nákladný, Drais chtěl sestrojit něco jednoduchého pro obyčejné lidi.

## Dlouhodobé efekty
Výbuch v dubnu roku 1815 zničil ostrov Sumbawa, na kterém se sopka nachází. Když na ostrov v roce 1847 dorazil švýcarský botanik Heinrich Zollinger, byl život na ostrově stále ovlivněn katastrofou, od které v té době uplynulo více než třicet let.
Bengálská cholera, jejíž počátky můžeme datovat právě v roce 1816 v Indii, se v roce 1823 nadále rozšířila do Persie, následně v roce 1829 do Ruska a v roce 1830 do Evropy a Ameriky.
Rok bez léta také klimaticky ovlivnil střední Evropu. V Alpách se totiž v létě roku 1816 z důvodu chladného léta nerozpustil sníh, takže v létě roku 1817 následovalo hromadné tání, které způsobilo záplavy v okolí Bodamského jezera a záplavy Rýna v Basileji, kromě toho také odřízlo některé vesnice od zásobování.